# Jacques Bousseau
Pour les articles homonymes, voir Bousseau.
Jacques Bousseau est un sculpteur français, né à la Crépelière à Chavagnes-en-Paillers (France) le 17 mars 1681 et décédé à Madrid (Espagne) le 13 février 1740. 
Élève de Nicolas Coustou, il fut agréé à l'Académie royale de peinture et de sculpture en 1715.
En France et en Espagne il porta le titre de Sculpteur du Roi.
Il fut célèbre pendant sa vie.  Après sa mort en Espagne, son nom tomba dans l’oubli pendant plus de deux siècles. Il faudra attendre les années 1970 -1980 pour que l’on porte intérêt à ses œuvres avec notamment l’article de M. Ribemont dans la Revue 303 dont la presse vendéenne se fera l’écho, puis l’article de Mme Loiseau en 2006 dans le livre « Vendée côté jardin ».

## Biographie
La famille Bousseau est originaire de La Boissière-de-Montaigu depuis trois générations. 
Le père de notre sculpteur a deux frères. Il quitte la Boissière vers 1670 pour venir travailler à la métairie de la Basse Crépelière de Chavagnes en Paillers, appartenant à la famille de Goué ; Il s’y marie en 1673 et y travaille en tant que laboureur.
Jacques nait en ce lieu le vendredi après-midi 17 mars 1681. Il est le 5e enfant de la famille qui se compose de deux garçons et de deux filles. Le père de Jacques va contacter les deux couples de cultivateurs voisins qui travaillent à la haute Crépelière pour leur demander d’être le parrain et la marraine du Bébé.
Pendant son enfance, Jacques Bousseau passe beaucoup de temps à "chapuser" des morceaux de  bois avec son couteau. Il en sort des Christs, des Vierges, des personnages et des animaux... Le curé de Chavagnes qui remarque ses travaux, constate que cet enfant a un don.
En 1671, arrive à Luçon un jeune évêque de 32 ans, Henri de Barillon. Il succède à Nicolas de Colbert frère du ministre de Louis XIV. La famille de Barillon habite Paris ;  le frère de l’évêque est ambassadeur à Londres. Ses autres frères sont l’un magistrat et l’autre chanoine à Notre Dame de Paris. Des liens étroits semblent exister entre la famille de Colbert et celle de l’évêque.
Mgr de Barillon est venu deux fois en visite pastorale à Chavagnes en 1693 et en 1696. Lors d’une de ces visites, le Curé présente les travaux du petit Jacques à l’évêque. Ce dernier est enthousiasmé par un tel talent. Il propose aux parents du jeune enfant de l’envoyer à Paris apprendre à lire et à écrire puis à suivre des cours de sculpture. C’est sans doute lui aussi qui se chargera de toutes les dépenses et trouvera, grâce à ses nombreuses relations dans la capitale, le plus grand maître sculpteur de l’époque : Nicolas Coustou.
Jacques avait 15 ans en 1696. C’est probablement à la fin de cette année qu’il quitte Chavagnes, ses parents et ses cinq frères et sœurs, un petit frère étant né six ans après lui. Il ne reviendra jamais à Chavagnes mais il n’oubliera pas sa paroisse. À Paris, Jacques suit avec assiduité les cours de Nicolas Coustou.
En 1701 il est admis à l'Académie royale de peinture et de sculpture.
Il remporte en 1705 le premier prix de l'Académie de Peinture et de Sculpture avec le sujet imposé Judith présentée à Holopherne. Cela lui permet un séjour de trois ans à Rome à l’Académie de France à Rome située au Palais Capranica. Il peut ainsi se perfectionner dans son art aux frais du roi de France.
Jacques Bousseau part à Rome en 1709, y travaille sans relâche car il veut réussir. Il sculpte notamment la copie d'une statue antique de 1,70 m de hauteur, le Centaure ; cette œuvre est aujourd’hui disparue. Pendant son séjour à Rome il fait la connaissance du cardinal Gualterio et réalise le buste de la mère de ce cardinal.
De retour à Paris en 1712, il travaille sur ce qui est considéré comme son chef-d’œuvre : Soldat bandant son arc. C’est un succès. Les critiques admirent cette œuvre en marbre de 89 cm de hauteur, pleine de mouvement et d’expression, ce qui est nouveau pour l’époque. Cette sculpture est actuellement au musée du Louvre. Des copies en bronze seront réalisées et se trouvent dans plusieurs collections à travers le monde.
Ce Soldat bandant son arc est l’œuvre de réception qui lui permet de rentrer officiellement à l’Académie Royale. Nous sommes alors le 29 novembre 1715. Louis XIV est mort il y a presque trois mois et le nouveau roi Louis XV n’a que cinq ans.
Pendant son séjour à Rome, Bousseau correspond avec son frère ainé Jean, qui est vicaire à Chavagnes. Ce dernier lui demande à plusieurs reprises de faire parvenir pour la paroisse des reliques de saints. Il est vrai qu’à cette époque on accordait une importance majeure aux reliques ; grâce à ses relations avec le cardinal Gualterio, Bousseau arrive à obtenir les reliques de saint Gaudence et saint Restitut. Elles arrivent en 1716 à Saint Sulpice le Verdon où son frère Jean a été nommé curé. Une partie des reliques est gardée à St Sulpice et l’autre est remise à Chavagnes où la réception officielle a lieu en 1719. Les reliques de St Sulpice seront détruites pendant la Révolution. Celles de Chavagnes seront sauvées de justesse après des épisodes rocambolesques.
Pendant la période de 1715 à 1737, Jacques Bousseau est sculpteur du roi et devient professeur à l’Académie Royale. Il réalise de nombreuses œuvres. Beaucoup ont malheureusement disparu. 
Pendant toutes ces années, Jacques est un sculpteur admiré et reconnu. Il est devenu l’ami du sculpteur Coustou  qui fut son maître ainsi que de René Frémin et Jean-Sylvain Cartaud. Il fait donc partie du cercle des artistes parisiens. Il a son atelier près du Louvre.
Jacques Bousseau épouse Marguerite-Thérèse Bailly en 1727 en l’église St Germain l’Auxerrois. Il a alors 46 ans. Son épouse est la fille d’un peintre miniaturiste. De cette union naîtront au moins 5 enfants.
En 1700, à 17 ans, Philippe V petit-fils de Louis XIV devient roi d’Espagne. Il occupe la demeure royale de l’Escorial à Madrid. Mais Philippe V qui a passé son enfance à Versailles a la nostalgie de la France ;  il veut créer son petit Versailles et y retrouver les jardins dans lesquels il a gambadé étant enfant. Non loin de Madrid, près de Ségovie, à la Granja de San Ildefonso, il aménage un château et des jardins considérés aujourd’hui comme un des plus beaux ensembles d’Europe. Il fait venir de France des architectes et des sculpteurs. Frémin travaillera pendant 17 ans à créer des statues et des fontaines. En 1737, celui-ci désire rentrer en France. Il propose au roi d’Espagne de nommer Bousseau à sa place ; Jacques Bousseau a alors 56 ans et il hésite à laisser toute sa famille à Paris. Il se décide pourtant, car l’argent qu’il gagnera permettra à sa famille de vivre plus aisément.
Il part donc pour l’Espagne.
Arrivé en 1737, il va travailler avec acharnement sans compter son temps pendant trois ans. Sa production est essentiellement constituée de groupes disposés dans les jardins royaux de la Granja. Le plus souvent ce sont des statues de marbre ou groupes en plomb doré. Il exécute seul ou avec d’autres artistes de nombreuses œuvres : nymphes, muses, décors de fontaine dont la monumentale fontaine : Les Bains de Diane.
Le 13 février 1740, alors qu’il est au sommet de son art, Jacques Bousseau meurt à 59 ans, épuisé par son travail. Il est enterré à Valsain lieu où était son atelier non loin des carrières d’où l’on tirait le marbre. Il laisse en France une veuve et des orphelins âgés de cinq à douze ans.
Le royaume d’Espagne doit alors à Bousseau une somme très importante correspondant à ses travaux réalisés. Malheureusement, malgré les démarches nombreuses de sa veuve, le royaume d’Espagne refusera toujours de rendre aux descendants non seulement ce qui lui était du, mais aussi un mobilier important, des bijoux et de l’argenterie, tout ceci sous prétexte qu’il était étranger.

## Œuvres
- Ulysse tendant l'arc dont Pénélope doit être le prix, morceau de réception, marbre, 1715, Paris, musée du Louvre.
- Enée portant Anchise, marbre, Musée du Louvre
- Zéphire et Flore et l’Amour, marbre, collection du Baron de Rothschild
- Saint Maurice et St Louis, marbre, 1729 Cathédrale Saint-Louis-et-Saint-Nicolas de Choisy-le-Roi, 94
- Tombeau de Marc René d’Argenson, marbre, Crypte de la Basilique St Louis à Paris
- Maître-Autel de la cathédrale de Rouen, détruit à la Révolution
- La Magnanimité royale, marbre, Chapelle de Versailles
- La religion, marbre, Église des Invalides
- Nombreuses statues en marbre ou en plomb doré : jardins du Palais royal de la Granja de San Ildefonso près de Ségovie.